# Dora
Dora je žensko osebno ime.

## Izvor imena
Ime Dora je različica ženskih osebnih imen Doroteja oziroma Teodora .

## Različice imena
Dorica, Dorina

## Pogostost imena
Po podatkih Statističnega urada Republike Slovenije je bilo na dan 31. decembra 2007 v Sloveniji število ženskih oseb z imenom Dora: 422.

## Osebni praznik
Dora lahko goduje takrat kot Doroteja ali pa Teodora.